# Mardin (circonscription électorale)
La circonscription électorale de Mardin correspond à la province du même nom et envoie 6 députés à la Grande assemblée nationale de Turquie.

## Composition
La circonscription de Mardin est divisée en 10 districts (ilçe). Chaque district est composé d'un chef-lieu et de municipalités (communes et villages).

## Résultats électoraux

### Élections législatives de 2018
| Partis                   | Partis                                        | Voix    | %     | Sièges | +/-           | Élus                                                 |
| ------------------------ | --------------------------------------------- | ------- | ----- | ------ | ------------- | ---------------------------------------------------- |
|                          | Parti démocratique des peuples (HDP)          | 235 722 | 59,34 | 4      |               | Mithat Sancar, Pero Dundar, Tuma Çelik et Ebrü Günay |
|                          | Parti de la justice et du développement (AKP) | 120 854 | 30,43 | 2      | en stagnation | Şeyhmus Dinçel et Cengiz Demirkaya                   |
|                          | Parti républicain du peuple (CHP)             | 13 153  | 3,31  | 0      | en stagnation |                                                      |
|                          | Parti d'action nationaliste (MHP)             | 10 429  | 2,63  | 0      | en stagnation |                                                      |
|                          | Parti de la cause libre (HÜDA PAR)            | 8 268   | 2,08  | 0      | en stagnation |                                                      |
|                          | Le Bon Parti (İYİ)                            | 4 483   | 1,13  | 0      | Nv.           |                                                      |
|                          | Parti de la félicité (SP)                     | 3 278   | 0,83  | 0      | en stagnation |                                                      |
|                          | Parti patriote (VATAN)                        | 673     | 0,17  | 0      | en stagnation |                                                      |
|                          | Indépendants (Ind.)                           | 350     | 0,09  | 0      | en stagnation |                                                      |
|                          |                                               |         |       |        |               |                                                      |
| Total                    | Total                                         | 397 210 | 100   | 6      | en stagnation | -                                                    |
| Inscrits / participation | Inscrits / participation                      | 471 225 | 83,98 |        |               |                                                      |

### Élections législatives de 2023
| Partis                   | Partis                                        | Voix    | %     | Sièges | +/-           | Élus                                                                |
| ------------------------ | --------------------------------------------- | ------- | ----- | ------ | ------------- | ------------------------------------------------------------------- |
|                          | Parti de la gauche verte (YSP)                | 244 036 | 54,58 | 4      | en stagnation | Salihe Aydeniz, Kamuran Tanhan, Beritan Güneş Altın et George Aslan |
|                          | Parti de la justice et du développement (AKP) | 112 572 | 25,18 | 2      | en stagnation | Faruk Kılıç et Muhammed Adak                                        |
|                          | Parti républicain du peuple (CHP)             | 31 993  | 7,15  | 0      | en stagnation |                                                                     |
|                          | Parti d'action nationaliste (MHP)             | 15 572  | 3,48  | 0      | en stagnation |                                                                     |
|                          | Le Bon Parti (İYİ)                            | 5 362   | 1,20  | 0      | en stagnation |                                                                     |
|                          | Nouveau parti de la prospérité (YRP)          | 5 037   | 1,13  | 0      | Nv.           |                                                                     |
|                          | Parti de la victoire (ZP)                     | 2 223   | 0,50  | 0      | Nv.           |                                                                     |
|                          | Parti de gauche (SOL)                         | 2 085   | 0,47  | 0      | en stagnation |                                                                     |
|                          | Parti de la patrie (M)                        | 1 248   | 0,28  | 0      | Nv.           |                                                                     |
|                          | Parti de la grande unité (BBP)                | 755     | 0,17  | 0      | en stagnation |                                                                     |
|                          | Parti de la justice et de l'unité (AB)        | 695     | 0,16  | 0      | Nv.           |                                                                     |
|                          | Parti des droits et libertés (HAK)            | 590     | 0,13  | 0      | en stagnation |                                                                     |
|                          | Parti de la mère patrie (ANAP)                | 451     | 0,10  | 0      | en stagnation |                                                                     |
|                          | Parti des travailleurs de Turquie (TIP)       | 430     | 0,10  | 0      | en stagnation |                                                                     |
|                          | Parti de l'union du pouvoir (GBP)             | 328     | 0,07  | 0      | Nv.           |                                                                     |
|                          | Parti communiste de Turquie (TKP)             | 275     | 0,06  | 0      | en stagnation |                                                                     |
|                          | Parti jeune (GP)                              | 263     | 0,06  | 0      | en stagnation |                                                                     |
|                          | Parti patriote (VATAN)                        | 224     | 0,05  | 0      | en stagnation |                                                                     |
|                          | Parti de la nation (MP)                       | 191     | 0,04  | 0      | en stagnation |                                                                     |
|                          | Parti de libération du peuple (HKP)           | 178     | 0,04  | 0      | en stagnation |                                                                     |
|                          | Mouvement communiste (TKH)                    | 110     | 0,03  | 0      | Nv.           |                                                                     |
|                          | Parti de la route nationale (MYP)             | 98      | 0,02  | 0      | Nv.           |                                                                     |
|                          | Parti de l'innovation (YP)                    | 70      | 0,02  | 0      | Nv.           |                                                                     |
|                          | Parti de la justice (AP)                      | 29      | 0,01  | 0      | Nv.           |                                                                     |
|                          | Indépendants (Ind.)                           | 22 340  | 5,00  | 0      | en stagnation |                                                                     |
|                          |                                               |         |       |        |               |                                                                     |
| Total                    | Total                                         | 447 155 | 100   | 6      | en stagnation | -                                                                   |
| Inscrits / participation | Inscrits / participation                      | 542 046 | 82,76 |        |               |                                                                     |